# Jeane Gardiner
Jeane Gardiner, död 26 maj 1651 i Saint George på Bermuda i Västindien, var en påstådd brittisk häxa. Hon torde vara en av få personer som avrättats för häxeri i Västindien.
Jeane Gardiner var gift med en Ralph Gardiner. Hon anmäldes av en Josias Fforster anklagad för att ha gjort en slavkvinna, Tomasin, blind och stum under två timmar med hjälp av trolleri. Hon ställdes inför rätta 22 maj och förklarade sig oskyldig. Även en annan kvinna, Anne Bowen, anklagades tillsammans med henne.   
En grupp på fem kvinnor utsågs för att undersöka hennes kropp. Hon utsattes för vattenprovet, där hon slängdes i havet: "throwne twice in the sea..she did swyme like a corke and could not sinke" (slängd två gånger i havet... hon flöt verkligen som en kork och sjönk inte). 
Efter detta dömdes hon som skyldig till magi och häxeri och avrättades den 26 maj 1651. Det är okänt hur rättegången mot Anne Bowen slutade. Mellan 1651 och 1696 hölls 22 häxprocesser på Bermuda mot arton kvinnor och fyra män, varav sex ledde till dödsdomar mot fem kvinnor och en man. Även processen mot Sarah Basset 1730 räknas ibland under denna kategori. De flesta hölls på 1650-talet, och gällde vanligen sjukdom framkallad genom magi, ofta på slavar. I England hölls många häxprocesser just under 1640-talet och 1650-talet, under inbördeskriget och den puritanska republiken, vilket påverkade även kolonierna. Västindien var fram till denna tid koloniserat endast av spanjorerna, som inte avrättade många häxor ens i sitt eget land, och koloniserades av andra europeiska länder först under andra hälften av 1600-talet, då häxprocesserna började försvinna. De 22 häxprocesserna på Bermuda torde därför ha utgjort merparten av alla häxprocesser i Västindien.          